# Irina Uribe García
Irina Priscilla Uribe García (Mollet del Vallès, Vallès Oriental, 29 de juliol de 1998) és una futbolista catalana.
Davantera, es formà als planters del Reial Club Deportiu Espanyol i del Futbol Club Barcelona. Debutà a la Primera divisió amb el Club Esportiu Sant Gabriel amb quinze anys i posteriorment competí amb el Club Esportiu Seagull Badalona. La temporada 2021-22 fitxà pel Futbol Club Levante Las Planas, de la segona divisió, amb el qual aconseguí l'ascens a la Primera divisió al final d'aquella mateixa temporada.